# آناستازیا واسیلووا
آناستازیا واسیلووا (اوکراینی: Анастасія Юріївна Васильєва؛ زادهٔ ۱۸ ژانویهٔ ۱۹۹۲) تنیس‌باز اهل اوکراین است.